# フーベルト・ネルヴィン
フーベルト・ネルヴィン（Hubert Nerwin 、1906年 - 1983年）はドイツのカメラ設計者。下記年表に載せた以外ではテナックスII、スーパーイコンタ、スーパーネッテル等を設計した。

## 略歴
- 1906年 - オーストリアのリンツに産まれた。シュトゥットガルトでIBMに就職しパンチカードマシンを従来の45丸孔式から80角孔式に改めた。その後ベルリンに移ってシーメンスに転職、コピー機の開発を手がけた。
- 1932年 - ドレスデンのツァイス・イコンに転職、当時全くカメラの知識はなかった。設計本部長マルチン・ノヴィツキ（Martin Nowicki ）の元でコンタックスI型の改良に従事した。
- 1935年 - 最高級二眼レフカメラのコンタフレックス設計。
- 1936年 - コンタックスII/III型、ジンタックス[1]設計。
- 1939年 - イコフレックスIII型設計。
- 1938年 - ペーネミュンデ（Peenemünde ）に赴きヴェルナー・フォン・ブラウンの元でロケット工学プロジェクトの記録用カメラを製作。第二次世界大戦後ペーパークリップ作戦でグラフレックスに移りコンバットグラフィックを設計した。
- 1971年 - 退職。
- 1983年 - 死去。